# Đội tuyển bóng đá quốc gia Moldova

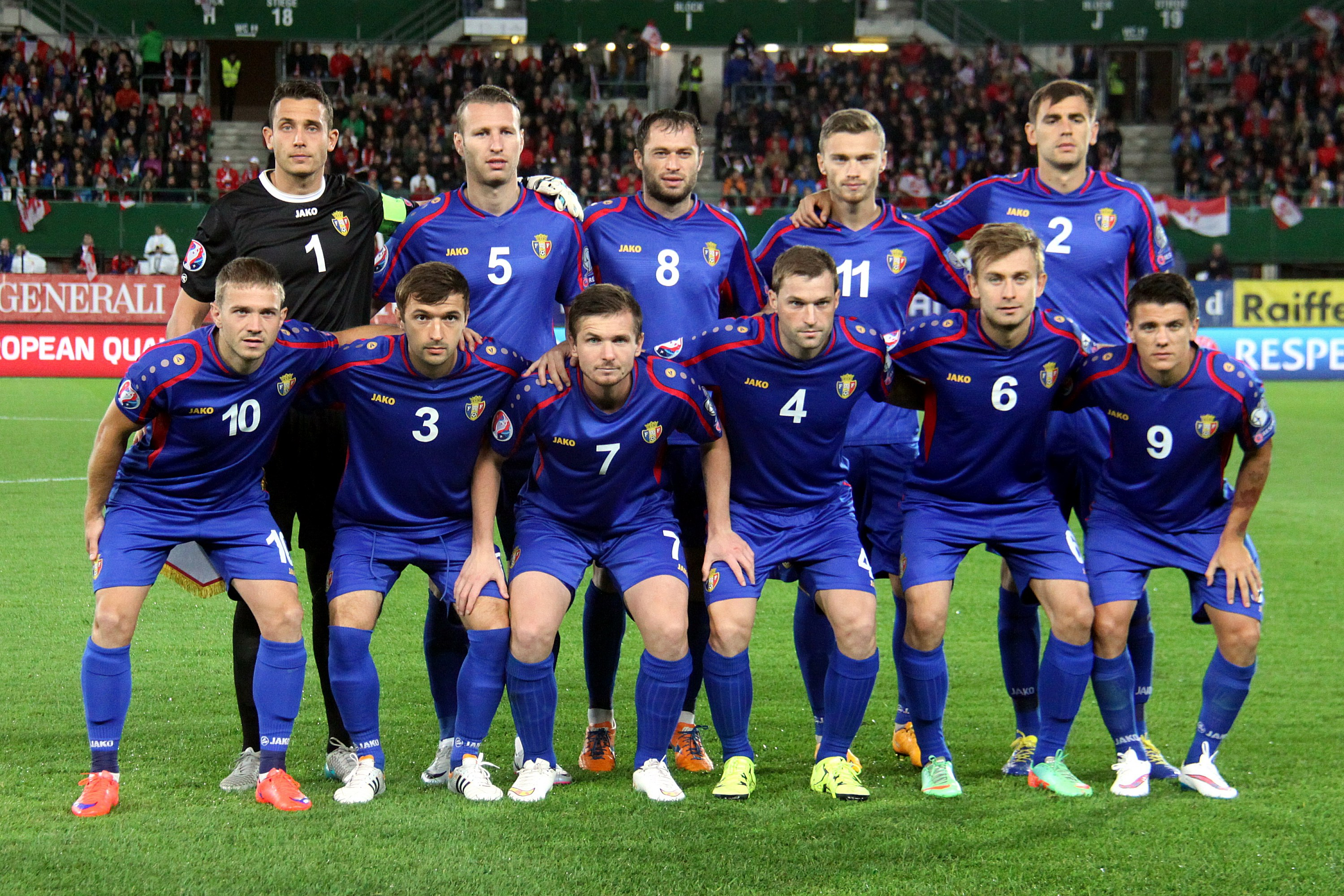
Đội tuyển bóng đá quốc gia Moldova (2015)

Đội tuyển bóng đá quốc gia Moldova là đội tuyển cấp quốc gia của Moldova do Hiệp hội bóng đá Moldova quản lý.

## Thành tích tại giải vô địch thế giới
- 1930 đến 1938 - Không tham dự, là một phần của Romania
- 1950 đến 1994 - Không tham dự, là một phần của Liên Xô
- 1998 đến 2022 - Không vượt qua vòng loại

## Thành tích tại giải vô địch châu Âu
- 1960 đến 1992 - Không tham dự, là một phần của Liên Xô
- 1996 đến 2024 - Không vượt qua vòng loại

## Thành tích tại UEFA Nations League
| Mùa giải  | Hạng đấu  | Kết quả   | Pld | W | D | L | GF | GA |
| --------- | --------- | --------- | --- | - | - | - | -- | -- |
| 2018–19   | D         | 48th      | 6   | 2 | 3 | 1 | 4  | 5  |
| 2020–21   | C         | 48th      | 8   | 0 | 2 | 6 | 3  | 13 |
| 2022–23   | D         | 51st      | 6   | 4 | 1 | 1 | 10 | 6  |
| Tổng cộng | Tổng cộng | Tổng cộng | 20  | 6 | 6 | 8 | 17 | 24 |

## Đội hình
Đội hình dưới đây tham dự 2 trận giao hữu gặp Azerbaijan và România vào tháng 11 năm 2022.
Số liệu thống kê tính đến ngày 20 tháng 11 năm 2022 sau trận gặp România.
| Số | VT | Cầu thủ                   | Ngày sinh (tuổi)  | Trận | Bàn | Câu lạc bộ        |
| -- | -- | ------------------------- | ----------------- | ---- | --- | ----------------- |
| 1  | TM | Dumitru Celeadnic         | 23 tháng 4, 1992  | 5    | 0   | Sheriff Tiraspol  |
| 12 | TM | Cristian Avram            | 27 tháng 7, 1994  | 8    | 0   | Petrocub Hîncești |
| 23 | TM | Dorian Răilean            | 13 tháng 10, 1993 | 6    | 0   | Unirea Dej        |
|    |    |                           |                   |      |     |                   |
| 2  | HV | Oleg Reabciuk             | 16 tháng 1, 1998  | 38   | 0   | Olympiacos        |
| 3  | HV | Vadim Bolohan             | 15 tháng 8, 1986  | 39   | 1   | Milsami Orhei     |
| 4  | HV | Igor Armaș                | 14 tháng 7, 1987  | 82   | 6   | Voluntari         |
| 9  | HV | Mihail Ștefan             | 7 tháng 8, 2001   | 0    | 0   | Sfîntul Gheorghe  |
| 14 | HV | Iurie Iovu                | 6 tháng 7, 2002   | 2    | 0   | Istra 1961        |
| 15 | HV | Ion Jardan                | 10 tháng 1, 1990  | 49   | 0   | Petrocub Hîncești |
| 17 | HV | Daniel Dumbravanu         | 22 tháng 7, 2001  | 4    | 0   | APOEL             |
| 21 | HV | Ioan-Călin Revenco        | 26 tháng 6, 2000  | 12   | 1   | Petrocub Hîncești |
|    | HV | Artur Crăciun             | 29 tháng 6, 1998  | 12   | 0   | Hapoel Kfar Saba  |
|    |    |                           |                   |      |     |                   |
| 5  | TV | Mihai Plătică             | 15 tháng 3, 1990  | 8    | 1   | Petrocub Hîncești |
| 6  | TV | Cristian Dros             | 15 tháng 4, 1998  | 14   | 0   | Slavia Mozyr      |
| 7  | TV | Artur Ioniță (đội trưởng) | 17 tháng 8, 1990  | 66   | 3   | Pisa              |
| 8  | TV | Nichita Moțpan            | 17 tháng 7, 2001  | 5    | 2   | Hapoel Haifa      |
| 10 | TV | Eugeniu Cociuc            | 11 tháng 5, 1993  | 29   | 0   | Pyunik Yerevan    |
| 13 | TV | Mihail Caimacov           | 22 tháng 7, 1998  | 17   | 1   | Torpedo Moscow    |
| 16 | TV | Victor Stînă              | 20 tháng 3, 1998  | 4    | 2   | Panserraikos      |
| 20 | TV | Sergiu Plătică            | 9 tháng 6, 1991   | 36   | 0   | Petrocub Hîncești |
| 22 | TV | Vadim Rață                | 5 tháng 5, 1993   | 33   | 1   | Voluntari         |
| 24 | TV | Iaser Țurcan              | 7 tháng 1, 1998   | 7    | 0   | Petrocub Hîncești |
| 26 | TV | Serafim Cojocari          | 7 tháng 1, 2001   | 0    | 0   | Bălți             |
|    |    |                           |                   |      |     |                   |
| 11 | TĐ | Vitalie Damașcan          | 24 tháng 1, 1999  | 23   | 2   | Voluntari         |
| 18 | TĐ | Marius Iosipoi            | 28 tháng 4, 2000  | 6    | 0   | Petrocub Hîncești |
| 19 | TĐ | Virgiliu Postolachi       | 17 tháng 3, 2000  | 6    | 0   | UTA Arad          |
| 25 | TĐ | Nicky Cleșcenco           | 23 tháng 7, 2001  | 4    | 0   | Sion              |
|    | TĐ | Ion Nicolaescu            | 7 tháng 9, 1998   | 31   | 9   | Beitar Jerusalem  |

### Triệu tập gần đây
| Vt | Cầu thủ            | Ngày sinh (tuổi)  | Số trận | Bt | Câu lạc bộ        | Lần cuối triệu tập                  |
| -- | ------------------ | ----------------- | ------- | -- | ----------------- | ----------------------------------- |
| TM | Victor Străistari  | 21 tháng 6, 1999  | 0       | 0  | Bălți             | v. Liechtenstein, 25 September 2022 |
| TM | Stanislav Namașco  | 10 tháng 11, 1986 | 57      | 0  | Bălți             | v. Andorra, 14 June 2022            |
| TM | Nicolai Cebotari   | 24 tháng 5, 1997  | 0       | 0  | Petrocub Hîncești | v. Kazakhstan, 29 March 2022        |
| TM | Emil Tîmbur        | 21 tháng 7, 1997  | 1       | 0  | Milsami Orhei     | v. Hàn Quốc, 21 January 2022        |
|    |                    |                   |         |    |                   |                                     |
| HV | Veaceslav Posmac   | 7 tháng 11, 1990  | 59      | 2  | Tuzlaspor         | v. Azerbaijan, 16 November 2022     |
| HV | Denis Marandici    | 18 tháng 9, 1996  | 7       | 0  | Zrinjski Mostar   | v. Andorra, 14 June 2022            |
| HV | Denis Furtună      | 13 tháng 10, 1999 | 0       | 0  | Bălți             | v. Kazakhstan, 29 March 2022        |
| HV | Artiom Litveacov   | 23 tháng 10, 1996 | 2       | 0  | Sfîntul Gheorghe  | v. Hàn Quốc, 21 January 2022        |
| HV | Maxim Potîrniche   | 13 tháng 6, 1989  | 14      | 0  | Petrocub Hîncești | v. Uganda, 18 January 2022          |
|    |                    |                   |         |    |                   |                                     |
| TV | Alexandr Belousov  | 14 tháng 5, 1998  | 5       | 0  | Milsami Orhei     | v. Liechtenstein, 25 September 2022 |
| TV | Radu Gînsari       | 10 tháng 12, 1991 | 47      | 7  | Milsami Orhei     | v. Andorra, 14 June 2022            |
| TV | Dmitri Mandrîcenco | 13 tháng 5, 1997  | 5       | 1  | Inhulets Petrove  | v. Andorra, 14 June 2022            |
| TV | Corneliu Cotogoi   | 23 tháng 6, 2001  | 5       | 0  | Petrocub Hîncești | v. Kazakhstan, 29 March 2022        |
| TV | Alexandru Antoniuc | 23 tháng 5, 1989  | 48      | 3  | Milsami Orhei     | v. Hàn Quốc, 21 January 2022        |
| TV | Victor Bogaciuc    | 17 tháng 10, 1999 | 3       | 0  | Petrocub Hîncești | v. Hàn Quốc, 21 January 2022        |
|    |                    |                   |         |    |                   |                                     |
| TĐ | Maxim Cojocaru     | 13 tháng 1, 1998  | 10      | 0  | Petrocub Hîncești | v. Azerbaijan, 16 November 2022     |
| TĐ | Andrei Cobeț       | 3 tháng 1, 1997   | 2       | 0  | Slavia Mozyr      | v. Andorra, 14 June 2022            |
| TĐ | Danu Spătaru       | 24 tháng 5, 1994  | 22      | 0  | AGMK              | v. Uganda, 18 January 2022          |
| TĐ | Vladimir Ambros    | 30 tháng 12, 1993 | 12      | 1  | Petrocub Hîncești | v. Uganda, 18 January 2022 PRE      |
| TĐ | Artiom Puntus      | 31 tháng 5, 1995  | 4       | 0  | Free agent        | v. Uganda, 18 January 2022 PRE      |